# Bullom (popolo)
I Bullom sono un popolo storico dell'Africa occidentale, che abitava le aree costiere delle attuali Sierra Leone e Guinea meridionale. 
Sono menzionati dagli esploratori portoghesi a partire da XVI secolo. Nel XVII secolo l'espansione dei Temne verso la costa ne determinò la dispersione e la divisione in Bullom settentrionali, o Bullom So, che furono per lo più integrati dalle popolazioni vicine dei Temne e dei Sosso, e Bullom meridionali, che mantennero invece un'identità etnica separata e sono noti oggi come Sherbro.